# Walden-inverzió

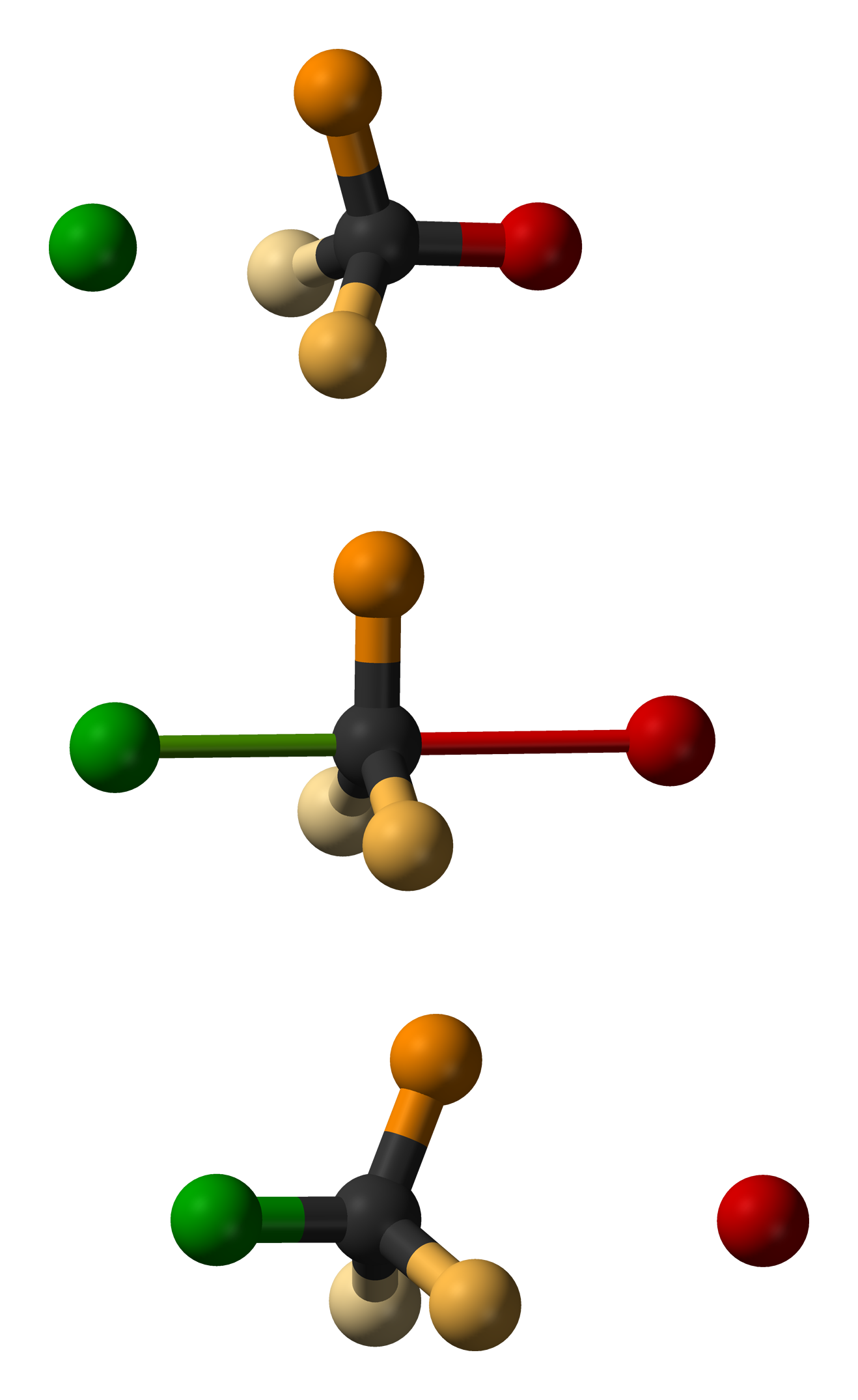
Az S_{N}2-reakció három lépésének bemutatása pálcikamodellekkel. A zöld golyó a nukleofil, a piros a távozó csoport, a három egyéb szubsztituens narancssárga színű

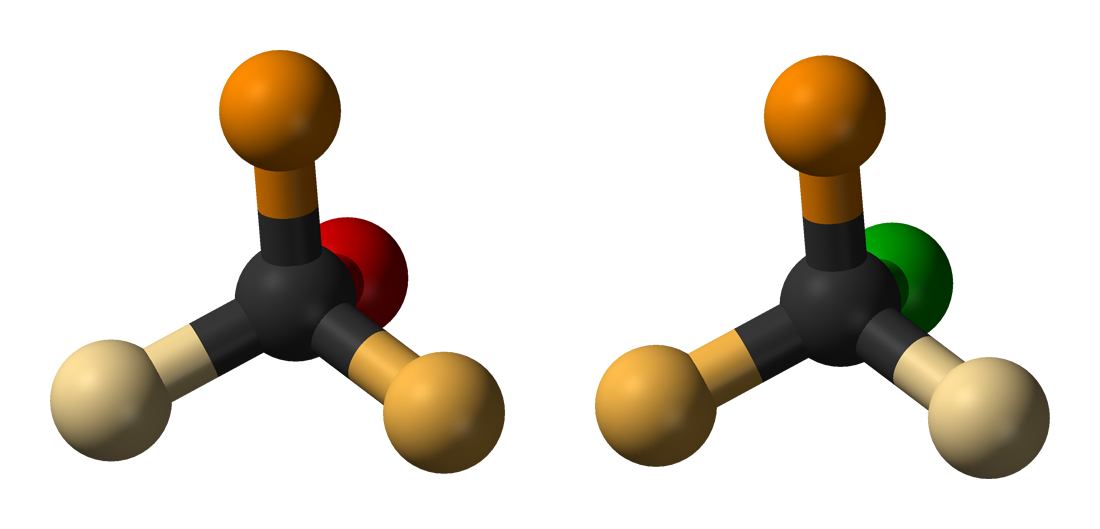
Az S_{N}2 reakció a sztereokémiai konfiguráció inverziójával jár, ennek a neve Walden-inverzió

A Walden-inverzió (vagy Walden-féle inverzió) egy molekula kiralitáscentrumának kémiai reakció közben történő inverziója. Mivel egy kiralitáscentrumra nézve egy molekulának két enantiomerje létezhet, a Walden-inverzió során a molekula konfigurációja az egyik enantiomerből a másikba alakul át. Például az SN2 reakcióban a tetraéderes szénatomon Walden-inverzió történik. Szemléltetésként képzeljünk el egy esernyőt, amelyet a szélvihar kifordít. Az SN2 reakcióban a nukleofil hátoldali támadása miatt olyan termék keletkezik, amelynek konfigurációja a reaktánséval ellentétes. Emiatt az SN2 reakció a termék 100%-os inverziójával jár együtt, ezt nevezik Walden-inverziónak.
A jelenséget elsőként Paul Walden figyelte meg 1896-ban. Az úgynevezett Walden-ciklusban oda-vissza át tudta alakítani egy vegyület egyik enantiomerjét a másikba: a (+)-klórborostyánsavat (1) – a konfiguráció megtartása (retenció) mellett – vízben ezüst(I)-oxiddal (+)-almasavvá (2) alakította, majd a következő lépésben – foszfor-pentakloriddal – a hidroxilcsoportot klórral helyettesítve a klórborostyánkősav másik enantiomerjét nyerte (3). Újabb ezüst-oxidos reakcióval (−)-almasavat (4) kapott, melyből végül a második PCl5-ös reakcióval megkapta a kiindulási anyagot.
Ebben a reakcióban az első lépésben használt ezüst-oxid hidroxiddonor, az ezüstion nem játszik szerepet a reakcióban. A reakció köztitermékei az A karboxil-dianion, melyből a β-karboxilátnál történő intramolekuláris nukleofil szubsztitúcióval négytagú gyűrűs β-lakton (B) keletkezik. Az α-karboxilcsoport is reakcióképes, de in silico adatok alapján a háromtagú α-laktongyűrűnek túl magasan fekszik az átmeneti állapota. A hidroxidion hatására felnyílik a laktongyűrű és a C alkohol keletkezik, a kétszeres inverzió eredményeként pedig megmarad az eredeti konfiguráció (retenció).

## Fordítás
Ez a szócikk részben vagy egészben  a   Walden inversion című angol Wikipédia-szócikk ezen változatának fordításán alapul.  Az eredeti cikk szerkesztőit annak laptörténete sorolja fel. Ez a jelzés csupán a megfogalmazás eredetét és a szerzői jogokat jelzi, nem szolgál a cikkben szereplő információk forrásmegjelöléseként.